# Сожительство (политика)
«Сожительство» (фр. cohabitation) — термин во французской политике. Часто называется не «сожительством», а «сосуществованием». Это ситуация, когда президент республики принадлежит к другой политической партии, чем парламентское большинство. Подобная ситуация возникает из-за того, что Франция — президентско-парламентская республика и президент вынужден назначать премьер-министра, который будет приемлем и принят парламентом, что зависит, в свою очередь, от партии парламентского большинства.

## История
Известная ситуация такого «сожительства» возникла, когда социалист Франсуа Миттеран был вынужден назначить премьер-министром голлиста Жака Ширака после парламентских выборов 1986 года. В свою очередь Жак Ширак попал точно в такую же ситуацию, когда, сам будучи президентом, был вынужден назначить премьер-министром социалиста Лионеля Жоспена после парламентских выборов 1997 года. Дважды такие ситуации приводили к досрочному роспуску парламента президентом, как это было, например в 1988, когда Миттеран распустил парламент, чтобы получить большинство в парламенте. Всего в современной французской истории известно 3 таких «сожительства»:
- 1986—1988
- 1993—1995
- 1997—2002

## Другие страны
- Аналогичная ситуация может возникать и в некоторых других странах, таких как Шри-Ланка или Украина, где президент обладает ограниченными полномочиями при формировании правительства.
- Подобная ситуация возникла в Грузии, когда на парламентских выборах 2012 года победила оппозиционная партия, выдвинувшего своего премьер-министра Бидзину Иванишвили, входящего в другую партию, нежели президент республики Михаил Саакашвили.
- В Болгарии некоторое время до окончания своего срока президент-социалист Георгий Пырванов был вынужден мириться с консервативным правительством Бойко Борисова.